# بلندنوردی

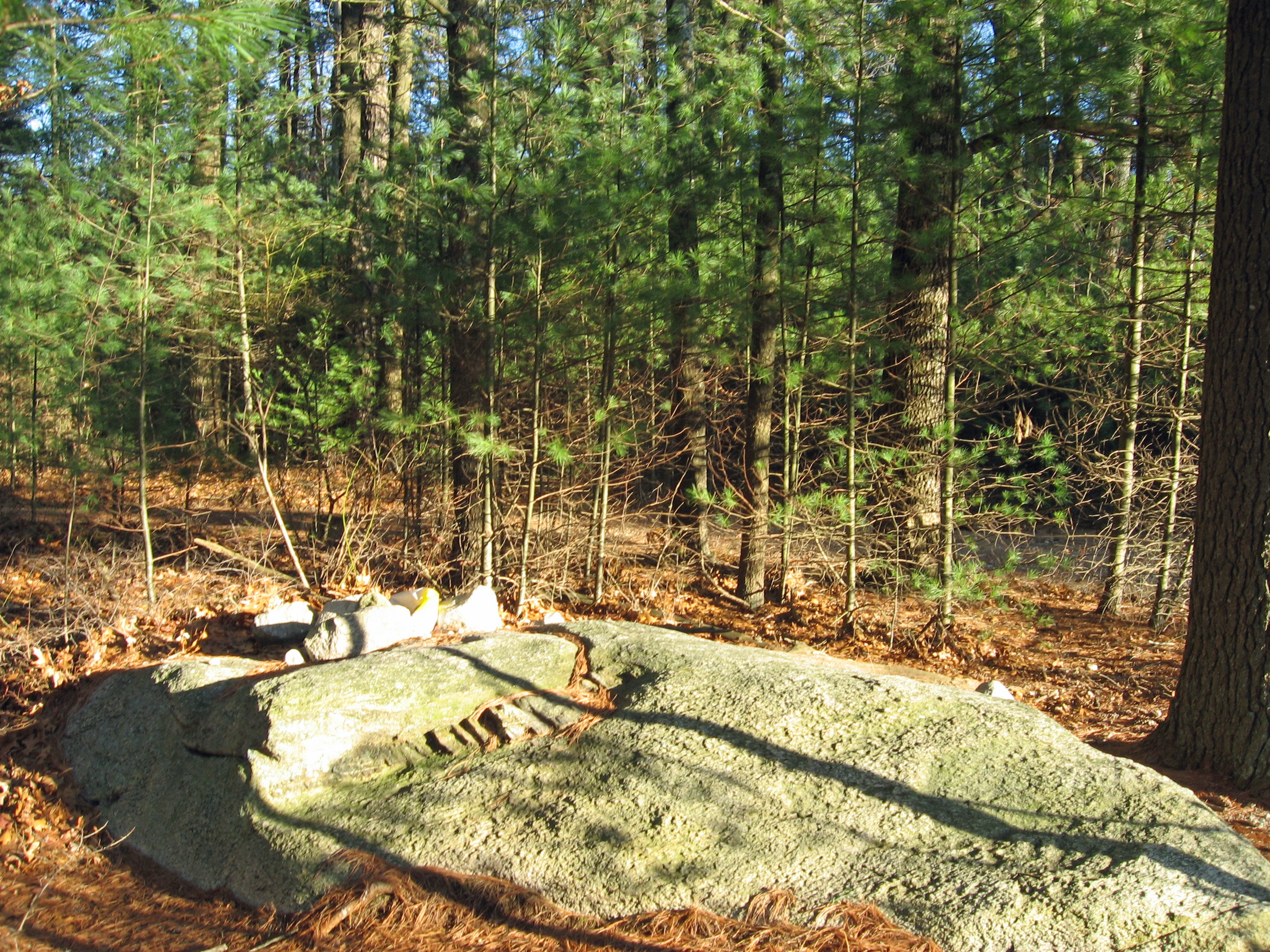
قله جریموت هیل، بلندترین نقطه در رود آیلند

بلندنوردی (به انگلیسی: Highpointing) از فعالیت‌های کوهنوردی است که در آن کوهنوردان سعی می‌کنند به هر منطقه جغرافیایی یا کشور و استان و غیره که وارد می‌شوند بلندترین نقطه را یافته و به آن صعود کنند. گونه‌ای از بلندنوردی که هدفش رسیدن به هفت قله بلند جهان است امروزه از محبوبیت زیادی برخوردار شده‌است.
بلندنوردی با قله‌چینی (Peak bagging) مقداری تفاوت دارد و زیرمجموعه‌ای از آن به‌شمار می‌آید.
در فعالیت قله‌چینی کوهنورد می‌کوشد تا به قله‌هایی بالاتر از یک ارتفاع مشخص برسد یا فهرستی از قله‌هایی با شکل و اشکال مشابه ترتیب داده و به آن‌ها صعود کند.